# Liacarus espeletiae
Liacarus espeletiae är en kvalsterart som först beskrevs av P. Balogh 1984.  Liacarus espeletiae ingår i släktet Liacarus och familjen Liacaridae. Inga underarter finns listade i Catalogue of Life.